# Schwenckiopsis
Genre
Schwenckiopsis (parfois orthographié Schwenkiopsis) est un genre de plantes de la famille des Solanaceae.